# Mabuya dissimilis
Mabuya dissimilis är en ödleart som beskrevs av  Hallowell 1857. Mabuya dissimilis ingår i släktet Mabuya och familjen skinkar. Inga underarter finns listade i Catalogue of Life.